# HD 47186 b
HD 47186 b는 큰개자리 방향으로 지구로부터 약 123광년 떨어진 곳에 있는 뜨거운 해왕성이다. 이 행성의 최소 질량은 지구의 22.78배 정도이며 항성으로부터는 페가수스자리 51 b 정도로 가깝게 붙어 있다. 항성을 1회 도는 데 걸리는 시간은 4.0845일이며 궤도이심률은 0.038이다. 이 이심률 수치는 5.66년 걸려 항성을 1회 도는 또다른 외계 행성 HD 70642 b와 비슷하다.

## 같이 보기
- HD 47186 c